# Tysklands historie
Tysklands historie er ekstremt kompliceret og afhænger i høj grad af, hvorledes man definerer Tyskland.
Som nationalstat opstår Tyskland først med udråbelsen af det tyske kejserrige i Versailles 1871, men navnet har været brugt siden middelalderen for det tysk-romerske rige.
Denne artikel skal kun kort tegne hver periode i den tyske historie op. En mere uddybende beskrivelse vil blive præsenteret i de enkelte epokers artikler.

## Germanske stammer mod romerne
Nordeuropa var befolket af germanske stammefolk. Efter det store slag i Teutoburger-skoven i år 9 prøvede romerne aldrig at udvide deres territorium øst for floden Rhinen.

## Det frankiske rige
Efter halvandet århundrede med øget pres mod de romerske grænser krydsede de alemanniske, burgundiske og vandaliske stammer Rhinen i år 407 og etablerede kortvarige kongeriger i dele af dagens Frankrig og Spanien.
Frankernes kongedømme kom derimod i varierende form til at vare i flere århundreder under det merovingiske dynasti og derefter under det karolingiske. Karl den Store, som underlagde sig Bayern i 788 og Niedersachsen i 804, blev kronet som kejser i år 800 og kom til at kontrollere det meste af dagens Tyskland og Frankrig.

## Det tysk-romerske rige (843-1806)
Efter at den frankiske konge Ludvig døde, blev de frankiske lande ved traktaten i Verdun i 843 delt i en vestlig del, der kom til at blive Frankrig, en østlig del, der kom til at blive det tysk-romerske rige, og en central del (det nordlige Italien, Burgund), der skulle blive genstand for tysk-fransk rivalisering.
Da den sidste hersker af karolingerne døde i 911, overgik tronen til Konrad af Franken og senere (919) til Henrik Fuglefænger (Heinrich der Vogler), stamfar for Sachsendynastiet, hvis søn Otto den Store igen blev kejser i 962. Dette imperium, senere kaldt Det Hellige Romerske Rige af den tyske Nation (Heiliges Römisches Reich deutscher Nation) varede indtil kejserens abdikation i 1806, efter at Napoleon Bonaparte havde okkuperet de fleste kejserlige lande.

## Tyskland samles, Preussen og det Tyske forbund (1815-1866)
Efter det tysk-romerske riges sammenbrud og Napoleons endelige nederlag ved Slaget ved Waterloo blev nye grænser for Europa tegnet ved kongressen i Wien i 1815. En forenet tysk stat blev ikke grundlagt, i stedet blev en løs konføderation skabt med to dominerende medlemmer, Preussen og Østrig.
I de følgende tiår forsøgte monarkierne at bekæmpe liberale strømninger, der var opstået som følge af den franske revolution. På denne tid var liberalismen tæt forbundet med nationalisme – kravet om et forenet Tyskland. I 1848 udbrød der uroligheder i Berlin, og kong Frederik Vilhelm 4. af Preussen blev tvunget til at love at acceptere en konstitutionel forfatning. En national forsamling blev valgt af alle tyske stater og mødtes i Frankfurt am Main for at vedtage en ny konstitution. Imidlertid løb den liberale bevægelse ud i sandet, og kongen nægtede at acceptere den nye konstitution.
Et forenet Tyskland ville nu kun kunne realiseres under presset fra et militært lederskab i et autoritært Preussen.

## Det tyske kejserrige (1871-1918)
Preussens militære sejre, specielt i slaget ved Königgrätz 1866 mod Østrig og i den fransk-preussiske krig 1870-71, førte til grundlæggelsen af Tyskland som en forenet nationalstat ved udråbelsen af det tyske kejserrige i Versailles i januar 1871, men uden Østrig.
Selv om kejserriget havde et valgt parlament, rigsdagen, blev regeringen udnævnt af kejseren. Riget kom til at have tre kejsere, som også var konger af Preussen: Wilhelm 1. (kejser 1871-1888), Frederik 3. (1888) og Wilhelm 2. (1888-1918)
Kejserrigets tid var en epoke med stor økonomisk vækst på grund af en omfattende industrialisering, men også med øget nationalfølelse og militarisme.
Med traktaten i Versailles 1919 blev Tyskland holdt ansvarlig for Første Verdenskrig og pålagt enorme krigsskadeserstatninger; store områder blev overført til nabolande i øst og vest. Kejseren abdicerede, og revolutionære bevægelser ønskede at etablere et nyt styre.

## Weimarrepublikken (1919-1933)
Weimarrepublikken var et forsøg på at etablere et liberalt, demokratisk regime i Tyskland. Regeringen hæmmedes dog af omfattende økonomiske problemer og konstitutionens organisatoriske svaghed.
I de tidlige år var det oprør fra både højre- og venstregrupperinger, og hyperinflationen satte for alvor ind i 1923. De følgende år blev forholdene bedre, eftersom Tysklands forbindelser med tidligere fjender forbedrede sig, og trykket fra krigserstatningerne mindskedes. Vellykkede koalitionsregeringer genskabte ro og orden indtil den store økonomiske krise i 1930. Den nye økonomiske tilbagegang kombineret med mindet om forholdene under hyperinflationen og en nationalistisk opposition mod Versaillestraktaten undergravede Weimarrepublikken. Adolf Hitler og hans Nationalsocialistiske tyske Arbejderparti (NSDAP) udnyttede denne stemning og den øgede arbejdsløshed.

## Det tredje rige (1933-1945)
Efter at NSDAP havde fået relativt flertal i de to valg i 1932, blev Hitler udnævnt til rigskansler af præsident Paul von Hindenburg den 30. januar 1933. Efter Rigsdagsbranden i februar 1933 blev kommunisterne forbudt og Hitlers parti fik derved absolut majoritet i rigsdagen. Da Hindenburg døde i august 1934, begik Hitler statskup og overtog også embedet som præsident. Efter at være kommet til magten undergravede han systematisk Tysklands demokratiske institutioner.
Efterfølgende brød Tyskland flere gange Versaillestraktaten med accept fra England.
Efter anneksionen af Østrig i marts 1938 (Anschluss) blev det tyskbefolkede Sudetenland annekteret i oktober samme år, og derefter blev hele det gamle østrigske land Böhmen-Mähren (den nyoprettede stat Tjekkoslovakiet) annekteret i marts 1939.
Dele af Tyskland var efter Første Verdenskrig okkuperet af Polen, der i realiteten var et militærdiktatur. Den første september 1939 angreb Tyskland og senere Sovjetunionen Polen fra hver sin side. England og Frankrig erklærede krig mod Tyskland, men ikke mod Sovjetunionen, hvilket blev begyndelsen på 2. verdenskrig.
I 1940 besatte Tyskland Danmark, Norge, Belgien, Nederlandene og Frankrig. Sovjetunionen blev angrebet i 1941 sammen med Grækenland og Jugoslavien. I forbindelse med Japans angreb på USA i december 1941 erklærede Hitler krig mod USA.
Tyskland og dets hovedallierede Italien og Japan tabte krigen i 1945, Italien kapitulerede dog allerede i 1943. Store dele af Europa, ikke mindst Tyskland, lå i ruiner. Krigen førte til en total ødelæggelse af Tysklands politiske og økonomiske infrastruktur, deling af landet og store tab af områder i øst samt enorme menneskelige lidelser.

## Tyskland efter 1945
Tyskere refererer ofte til 1945 som Stunde Null for at beskrive landets totale sammenbrud. På Potsdam-konferencen blev Tyskland delt i fire okkupationszoner, de tre vestlige blev senere til Forbundsrepublikken Tyskland (BRD) og den østlige til Den demokratiske Republik Tyskland (DDR).
Separationen varede indtil den kolde krigs slutning ved Berlinmurens fald 9. november 1989 og Tysklands genforening 3. oktober 1990. Den endelige traktat blev underskrevet i Moskva 12. september 1990.
I dag er Tyskland ved at genindtage sin plads som international stormagt, ikke mindst gennem EU og i tæt samarbejde med Frankrig.